# 比达索阿河畔贝拉
比達索阿河畔贝拉（西班牙語：Vera de Bidasoa）是西班牙纳瓦拉的一个市镇。总面积35平方公里，总人口3527人（2001年），人口密度101人/平方公里。